# Mesoleptogaster pacifica
Mesoleptogaster pacifica là một loài ruồi trong họ Asilidae. Mesoleptogaster pacifica được Bezzi miêu tả năm 1928.